# Monroe (Ohio)
Monroe – miasto w Stanach Zjednoczonych, w stanie Ohio.
Liczba mieszkańców w 2012 roku wynosiła 12 844.